# Karin Bergmann

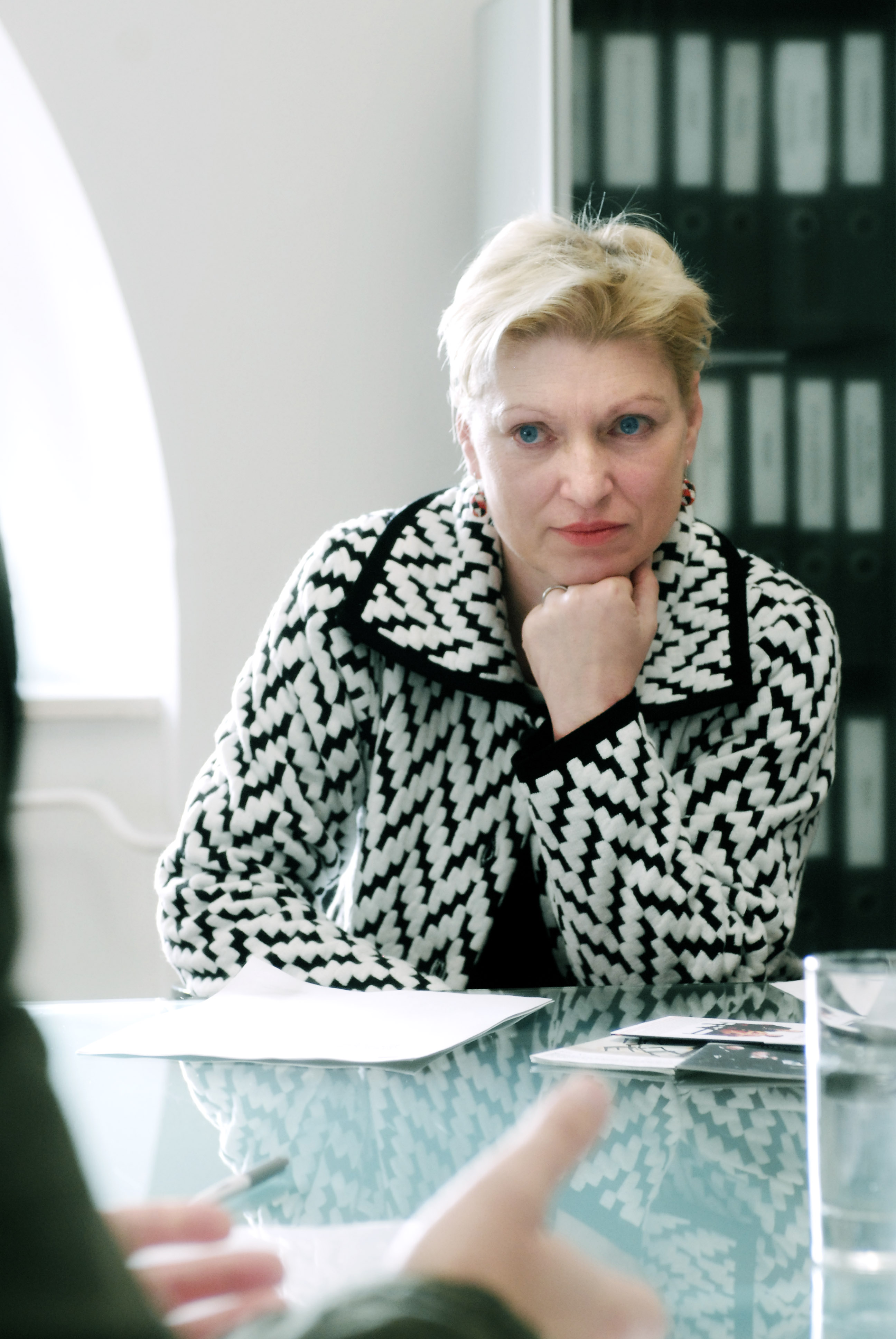
Karin Bergmann, 2007

Karin Bergmann (* 1953 in Recklinghausen) ist eine deutsche Theaterfachfrau. Sie war von 2014 bis 2019 Direktorin des Wiener Burgtheaters.

## Leben
Sie begann ihre Theaterlaufbahn 1979 als Direktionsassistentin am Schauspielhaus Bochum unter Intendant Claus Peymann und wurde 1983 Pressereferentin am Schauspielhaus Hamburg bei den Intendanten Niels-Peter Rudolph und Peter Zadek. Drei Jahre später kam sie mit Claus Peymann als Pressesprecherin des Burgtheaters nach Wien, wo sie seither lebt und wirkt. 1993 holte Intendant Rudi Klausnitzer sie als Pressesprecherin und Direktionsmitglied an die Vereinigten Bühnen Wien, bis sie 1996 zu Klaus Bachler in den gleichen Funktionen an die Volksoper Wien wechselte.
1999 wurde Bachler mit der Direktion des Burgtheaters betraut und Bergmann seine stellvertretende Direktorin. Im letzten Jahr seiner zehnjährigen Direktion leitete Bergmann bis zum Übergang zu Matthias Hartmann das Burgtheater nicht nominell, aber de facto alleine, da Bachler bereits die Bayerische Staatsoper übernommen hatte, und blieb bis zur Spielzeit 2009/2010. Zuletzt hatte Bergmann den Jubiläums-Kongress 125 Jahre Wiener Burgtheater "Von welchem Theater träumen wir?" im Oktober 2013 organisiert.
Am 19. März 2014 wurde Karin Bergmann von Kulturminister Josef Ostermayer zur interimistischen künstlerischen Direktorin des Burgtheaters für die Spielzeiten 2014/15 und 2015/16 ernannt. Sie trat damit die Nachfolge des am 11. März 2014 entlassenen Burgtheaterdirektors Matthias Hartmann an und war die erste Burgtheaterdirektorin. Am 14. Oktober 2014 gab Ostermayer die Ernennung Bergmanns zur künstlerischen Direktorin bis 2019 bekannt. Mit Ende der Saison 2018/2019 verließ Bergmann das Burgtheater.
Ab der Saison 2022 ist Karin Bergmann für die Leitung Theater/Literatur der Salzkammergut Festwochen Gmunden verantwortlich.
Bergmann war mit dem Architekten und Designer Luigi Blau bis zu seinem Tod im August 2023 verheiratet.

## Auszeichnungen
- 2015: Nominierung durch Die Presse zur Österreicherin des Jahres in der Kategorie Kulturerbe[11]
- 2017: Josefstädterin des Jahres in der Kategorie Lebenswerk[12]
- 2019: Ehrenmitglied des Burgtheaters[13]